# Tabliczki z Ebli

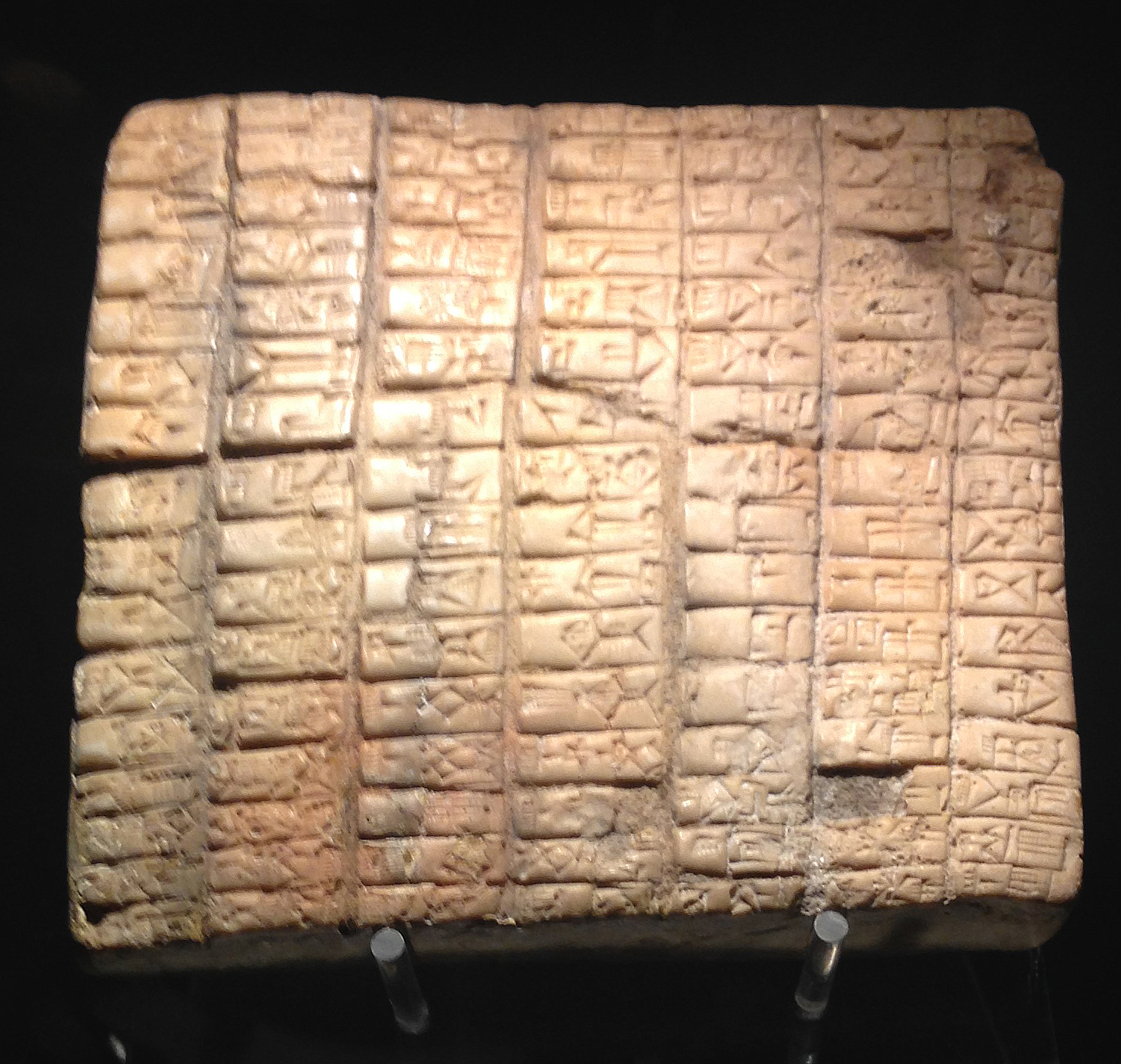
Tabliczka z biblioteki w Ebli

Tabliczki z Ebli – zbiór około 17 tysięcy glinianych tabliczek i ich fragmentów pochodzących ze starożytnego miasta Ebla na obecnym stanowisku archeologicznym Tall Mardich (około 70 km na południowy zachód od Aleppo w Syrii). Zostały one zapisane pismem klinowym w języku eblaickim, lokalnym narzeczu semickim zbliżonym do języka akadyjskiego. Tabliczki pochodzą z epoki brązu.

## Historia odkrycia
Wykopaliska archeologiczne na wzgórzu Mardich rozpoczęto w roku 1964 pod kierunkiem prof. Paolo Matthie z Uniwersytetu La Sapienza. Wzgórze to okazało się starożytm miastem Ebla w obrębie którego znaleziono pałace, świątynie, fortyfikacje, podziemne grobowce oraz obszerną bibliotekę zawierającą antyczne archiwum. Gliniane tabliczki klinowe odnaleziono w roku 1975.
Tabliczki z Ebli to dokumenty napisane w języku eblaickim pismem klinowym wzorowanym na sumeryjskim. Odnaleziono najróżniejsze listy, umowy handlowe, dokumenty podatkowe (głównie dotyczące tekstyliów i metali), spisy zapotrzebowania dla rodziny królewskiej, opisy zachowania przeznaczone dla przybyszów, teksty rytualne, inkantacje i zaklęcia magiczne, a także zapisy chronologiczne.
Znaczna część tekstów z Ebli powstała w okresie przed zdobyciem miasta przez wojska Sargona z Akadu, które nastąpiło około 2300 r. p.n.e. oraz doszczętnym zniszczeniem miasta przez jego wnuka Naram-Sina około roku 2240 p.n.e. Wskazują one na wzrost znaczenia militarnego Ebli, która dostarczała znaczne ilości broni do sprzymierzonych miast w okresie konfliktu z Mari, semickim miastem w północnej Mezopotamii położonym nad Eufratem. Wzrost potęgi militarnej Ebli przyczynił się do interwencji zbrojnej Sargona, który podbił i włączył do swojego państwa zarówno Eblę jak i Mari.
Zbiór dokumentów z archiwum w Ebli pozwala poznać obraz życia na Bliskim Wschodzie w III tysiącleciu p.n.e.